# Thallarcha aurantiaca
Thallarcha aurantiaca är en fjärilsart som beskrevs av Lucas 1890. Thallarcha aurantiaca ingår i släktet Thallarcha och familjen björnspinnare. Inga underarter finns listade i Catalogue of Life.